# Памет с произволен достъп
Паметта с произволен (непосредствен) достъп или RAM (от английски: random-access memory) е вид компютърна памет, която позволява неограничен достъп до произволна част от запаметените данни, за разлика от паметта с последователен достъп и която има относително голяма скорост, за разлика от запаметяващи устройства като твърдите дискове. Най-често под RAM памет се разбира динамична памет с произволен достъп, която намира широко приложение като оперативна памет в изчислителната техника. RAM e енергозависима памет, предназначена за временно съхранение на информация.

## История
Ранните компютри използват релета, механични броячи или закъснителни линии за реализиране на основните функции на паметта. Ултразвуковите закъснителни линии са серийни устройства, които можели да възпроизвеждат данни само в същия ред, в който са записани. Барабанната памет има сравнително ниска цена, но ефективното извличане на данни е свързано с физическото оформление на барабана и оптимизиране на скоростта на въртене. Резета, изградени от вакуумни тръбни триоди, а по-късно, от дискретни транзистори, били използвани за по-малки и по-бързи памети като регистри. Такива регистри били сравнително големи и твърде скъпи за използване за големи количества данни; като цяло били могли да се осигурят само до няколко стотици бита такава памет.
Първата практическа форма на паметта със случаен достъп е тръбата Уилямс, започваща през 1947 г. Тя съхранява данни като електрически заредени петна по лицето на катодна лъчева тръба. Тъй като електронният лъч на CRT можеше да чете и пише петната на тръбата във всякакъв ред, паметта беше случаен достъп. Капацитетът на тръбата Williams беше няколко стотин до около хиляда бита, но беше много по-малък, по-бърз и по-ефективен от използването на отделни вакуумни тръбни резета. Разработена в Университета в Манчестър в Англия, тръбата Williams предоставя средата, на която е реализирана първата електронно съхранена програма в компютъра Manchester Baby, която за първи път успешно ръководи програма на 21 юни 1948 г. Всъщност, вместо паметта на тръбата На Уилямс да бъде проектирана за Бебето, Бебето е тествано, за да демонстрира надеждността на паметта.
Магнитно-сърцевината памет е измислена през 1947 г. и се развива до средата на 70-те години. Тя се превърна в широко разпространена форма на памет със случаен достъп, разчитайки на масив от магнетизирани пръстени. Променяйки усещането за магнетизацията на всеки пръстен, данните биха могли да се съхраняват с един бит, съхраняван на пръстен. Тъй като всеки пръстен имаше комбинация от адресни проводници, за да го избере и прочете или напише, достъпът до всяко местоположение на паметта във всяка последователност беше възможен. Магнитната сърцевина памет е стандартната форма на компютърната памет система, докато се измести от твърдо състояние MOS (метал-оксид-силиций) полупроводникови памет в интегрални схеми (ICs) по време на началото на 70-те години.
Преди разработването на интегрирани схеми с памет само за четене (ROM), постоянната (или само за четене)памет със случаен достъп често е конструирана с помощта на диодни матрици, задвижвани от адресни декодери, или специално рани ядро въже памет равнини. [необходима е цитат]
Полупроводниковата памет се появява през 60-те години с биполярна памет, която използва биполярни транзистори. Макар че подобрява производителността, тя не може да се конкурира с по-ниската цена на магнитната сърцевина памет.

### MOS RAM
Изобретяването на MOSFET (транзистор метал-оксид-полупроводникови поле-ефект), известен също като MOS транзистор, От Мохамед М. Атала и Доуон Kahng в Бел Labs в 1959,доведе до развитието на метал-оксид-полупроводникови (MOS) памет от Джон Шмид във Fairchild Полупроводник в 1964. Освен по-висока производителност, полупроводниковата памет на MOS е по-евтина и консумира по-малко мощност от магнитната сърцевина памет. Развитието на технологията за интегрална схема силициева порта MOS (MOS IC) от Федерико Фагин във Феърчайлд през 1968 г. дава възможност за производство на чипове паметна MOS . Паметта на MOS изпревари магнитната сърцевина памет като доминираща технология на паметта в началото на 70-те години на 20 век.
Интегрирана биполярна статична памет със случаен достъп (SRAM) е измислена от Робърт Х. Норман във Феърчайлд Полупроводник през 1963. Последвано е от развитието на MOS SRAM от Джон Шмид във Феърчайлд през 1964 г. SRAM стана алтернатива на магнитно-ядрен памет, но изискваше шест MOS транзистора за всеки бит от данни. Търговската употреба на SRAM започва през 1965 г., когато IBM въвежда чипа памет SP95 за System/360 Model 95.
Динамичната памет с случаен достъп (DRAM) позволи подмяна на 4 или 6-транзисторна резеща верига с един транзистор за всеки бит памет, значително увеличавайки плътността на паметта с цената на волатилността. Данните се съхраняваха в мъничкия капацитет на всеки транзистор, и трябваше периодично да се обновяват на всеки няколко милисекунди, преди зарядът да може да изтече. Toshiba's Toscal BC-1411 електронен калкулатор, който е въведен през 1965 г.,използва форма на капацитивна биполярна DRAM, съхранявайки 180-битови данни за дискретни клеткипамет, състояща се от германиеви биполярни транзистори и кондензатори. Докато предлага подобрена производителност над магнитно-ядрен памет, биполярната DRAM не може да се конкурира с по-ниската цена на тогава доминиращата магнитно-сърцевина памет.
MOS технологията е основа за съвременния DRAM. През 1966 г. д-р Робърт Х. Дънард в изследователския център на IBM Томас Джей Уотсън работи върху паметта на МОС. Докато разглежда характеристиките на MOS технологията, той намира, че е способен да изгражда кондензатори, и че съхраняването на заряд или без такса върху кондензатора на MOS може да представлява 1 и 0 на малко, докато транзисторът MOS може да контролира писането на заряда на кондензатора. Това доведе до неговото развитие на едно транзисторна DRAM памет клетка. През 1967 г. Dennard подава патент по IBM за едно транзисторна DRAM памет клетка, базирана на MOS технология. Първият търговски DRAM IC чип е Intel 1103, който е произведен на 8 μm MOS процес с капацитет 1 kbit, и е издаден през 1970.
Синхронна динамична памет със случаен достъп (SDRAM) е разработена от Samsung Electronics. Първият търговски чип SDRAM беше Samsung KM48SL2000, който имаше капацитет от 16 Mbit. Въведена е от Samsung през 1992 г.,и масово произведена през 1993 г. Първият търговски DDR SDRAM (двоен процент на данни SDRAM) чип памет е чипът с памет 64 MBIT DDR SDRAM на Samsung, издаден през юни 1998 г. GDDR (графичен DDR) е форма на DDR SGRAM (синхронна графична RAM памет), която за първи път е издадена от Samsung като 16 Mbit чип памет през 1998.

## Енергозависима памет

### Динамична памет
При динамичната памет или DRAM (от англ. Динамична памет с произволен достъп) за съхраняването на информация се използват вътрешни клетки (по един транзистор и по една клетка за всеки 1 бит памет). Транзисторът е тип MOSFET, който зарежда и разрежда клетките, т.е. извършва или запис, или четене. Клетките след време губят заряда си и затова се нуждаят от постоянно обновяване, в противен случай записаната единица след време ще се превърне в нула. Поради това при всяко четене е нужно електрическо презареждане от страна на системата, за да може информацията да бъде запазена (все едно презареждане на една батерия милиони пъти в секунда).
DRAM е по-евтината и разпространена, и се използва като основна компютърна памет. SRAM e по-скъпа и се използва главно за кеш памети. Основната разлика между тях е, че информацията в DRAM трябва да бъде опреснявана периодично (няколко хиляди пъти в секунда) – поради елементите, от които е изградена, тя има свойството да „забравя“ информацията, съдържаща се в нея. Също така, прочитането на нещо от паметта води до неговото „забравяне“, което налага допълнително презареждане. Тази операция (презареждане) нормално се извършва от един чип, наречен контролер на паметта.

#### Видове чипове
Едно от възможните деления е според вида на модула памет:
- SIMM – съкращение от Single In Line Memory Module, имат две разновидности – 30 пинови и 72 пинови. Думата „пин“ идва от директното произнасяне на английската pin и означава изводите на модула с памет, които контактуват с дънната платка – блестящите лентички на долния край. 72 пиновите памети са с около 2 см по-дълги, но по важното е, че те прехвърлят информацията на части от по 32 бита, докато при 30 пиновите размера е 8 бита (което ги прави по-бавни). И двата вида не се използват вече, и може да ги намерите само в по-стари системи;
- DIMM – името им (Dual In Line Memory Module) подсказва, че са наследници на SIMM-овете. Може да си представите, че това са два SIMM чипа в един корпус; те са с около 2,5 см по-дълги от 72 пиновите чипове, имат 168 извода и прехвърлят по 64 бита. Това е паметта, която се използва. За notebook компютрите има модифицирани DIMM памети, наречени SO (Small Outline) DIMM, които са по-къси, със 72 или 144 пина, прехвърлящи съответно 32 и 64 бита;
- RIMM – това е небезизвестната Rambus памет, която Intel се опита неуспешно да наложи като масова. Характерна черта при нея е наличието на алуминиева пластина, която покрива чиповете памет. Нейната роля е да разсейва топлината, защото тези памети са доста по-горещи от останалите.
Освен разделянето по вида на модула, класификация може да се направи и според технологията и организацията, използвани при чипа памет – въпреки че всички чипове са DRAM, те са доста различни. Така върху един модул DIMM може да има EDO, SDRAM или друг вид чипове (съвременните памети са само SDRAM – " Synchronous Dynamic Random Access Memory", така че не е нужно да се тревожите за това). Единственият сигурен начин да познаете каква е паметта, е да прочетете маркировката на чиповете, като всеки производител използва собствена система за означение. Но да се върнем на класификацията:
- FPM (Fast Page Mode) DRAM – първият широко разпространен вид памет, придобил и широка известност само като DRAM. Предимството на този вид памети, наложило ги над други по-стари технологии е възможността за по-бърз достъп до данни, разположени на един и същи ред (вътре в чипа памет отделните клетки са подредени като таблица с редове и колони);
- EDO (Extended Data Out) – много близка до FPM DRAM, но с модификация, позволяваща последователния достъп до паметта да става по-бързо, като по този начин контролера на паметта спестява време, изпускайки някои операции, които са задължителни при FPM. Печалбата в производителност е 15 – 20%;
- S (Synchronous) DRAM – достигаме и до най-разпространената памет. За разлика от всички изброени технологии, SDRAM е проектирана да се синхронизира с базовата честота на процесора, така наречения FSB (Front Side Bus). Какво е FSB? Това е скоростта, с която дънната платка „разговаря“ с процесора или паметта. Скоростта на процесора се получава като се умножи тази базова скорост (FSB) с някакво число (множител) – 4*66=266MHz или 4,5*100=450MHz. Това синхронизиране (уеднаквяване) на скоростта на паметта с FSB позволява избягване на времената, в които процесорът чака, защото може да се предвиди кога точно данните ще са на разположение. Когато тази възможност за предвиждане се съчетае с гореописаните техники interleaving, bursting, pipelining, се получава много по-голяма бързина. Скоростите, с които работят SDRAM паметите са 66, 100, 133 MHz;
- DDR (Double Data Rate) SDRAM – придобиваща все по-голяма популярност разновидност на SDRAM, тази технология се базира на пренасянето на двойно повече информация за единица време (един такт) при същата скорост на FSB. По такъв начин, ако имаме FSB от 133MHz, скоростта, с която би работила DDR e 266MHz. Вече виждаме видеокарти с такава памет и е въпрос на време да навлизането ѝ масово и като RAM.

### Статична памет
Статичната памет (SRAM от англ. Static Random Access Memory) е най-бързата до този момент, като времето за достъп до нея е 20 наносекунди (колкото по-малко е числото, толкова по-бърз е обменът на информация, което прави извършеното количество работа по-голямо). Тя е скъпа, но може да побере само ¼ от информацията, която може да бъде побрана от динамичната RAM памет, още наричана DRAM. Синхронизираната SRAM позволява по-бързо действие, понеже ползва свой часовник (clock), който регулира потока от информация и оптимизира работата на чипа. Поради цената си SRAM се използва главно в чиповете на процесорите (например в Интел® Пентиум) за постигане на максимална скорост.
Има обаче и специални памети, които не се нуждаят от външно въздействие на процесора или гореспоменатия контролер, за да се опресняват. Те често се използват в преносимите компютри, защото консумацията на енергия при тях е по-ниска. При SRAM няма опресняване на информацията, поради различните елементи от които е изградена. Освен това, докато за DRAM нормални времена на достъп са от порядъка на 50 – 60 ns (ns – наносекунди, една наносекунда е една милиардна част от секундата) за SRAM тези времена са около 10 ns – значи те са пет пъти по-бързи. Нормално е в този момент човек да си помисли – ами този динозавър, DRAM, използва ли се още? Да, и то много. Причината – SRAM са много по-скъпи за производство. И DRAM, и SRAM присъстват във вашия компютър – първата в лицето на така наречената „оперативна памет“, втората – в ролята на „кеш памет“.

## Скорост
В по-старите чипове (FPM, EDO) скоростта на паметта се измерваше с времето за достъп „access time“ на паметта – времето, необходимо на модула памет да достави исканите данни. Времената варираха около 80 до 60 ns, като границата беше скоростта, с която работи чипът DRAM (50 ns). Много често индикациите на чипа показваха неговата скорост: -7 за 70 ns, -6 за 60 ns.
С идването на SDRAM паметите и различните начини за увеличаване ефективността на работа на паметта, този начин за измерване отпадна и започна да се цитира скоростта в MHz (трептения или цикли в секунда; 1 Hz=1 цикъл в секунда, 1MHz е 1 000 000 цикъла в секунда). Обаче, маркировката върху чиповете продължи да бъде в наносекунди, но не измерващи времето за достъп, а времето между два цикъла. От MHz лесно се преминава в наносекунди, като разделим 1000 на тактовата честота: ако имаме 100MHz, това се трансформира като 1000/100=10 наносекунди; аналогично ако разделим 1000/10ns=100MHz. При паметите SDRAM 133 MHz чиповете могат да бъдат означени като -8, -7,5, -7 – и трите съответстват на 133 MHz, като този с -7 е най-добър (при условие, че и трите са на една фирма).
Последният начин за определяне на скоростта е колко байта в секунда се прехвърлят. Получава се по следния начин – ако имаме 100 MHz памет, и тя прехвърля по 64 бита (или 8 байта) на цикъл, умножаваме 100 000 000х8, преобразуваме го в мегабайти и получаваме 800 MB за секунда. За сравнение, RAMBUS паметта работи на 400 MHz, но по подобие на DDR пренася два пъти повече информация за цикъл, което прави реална скорост от 800 MHz. Тя пренася по 2 байта, значи 800х2=1600 MB/s. При 100 MHz DDR памет (ефективно 200) сметката е 200х8=1600, точно колкото и RAMBUS, но на много по-ниска цена.

## Специални типове RAM

### Двупортова RAM
Двупортовата RAM е динамична или статична памет, която има два независими входно-изходни порта за произволен достъп. С помощта на тях се реализира обмен на данни между две устройства, работещи независимо едно от друго. Съществуват и четирипортови.

### Видео RAM
Видео RAM е двупортова динамична памет с произволен достъп, която намира приложение при управление на електрически дисплеи. Единият порт позволява произволен достъп и се свързва с микропроцесора. Вторият порт позволява последователен достъп и се свързва с управлението на екрана.